# منوچهر زمانی
منوچهر زمانی (زاده ۱۳۰۸) یک کارگردان، بازیگر و صدا پیشه اهل ایران است. وی فعالیت هنری را با دوبله از اواسط دهه ۳۰ آغاز کرد. او در دهه ۴۰ به ایتالیا رفت و کار تهیه و تولید فیلم را ادامه داد.

## فعالیت‌ها
منوچهر زمانی متولد 1308 و از اولین کسانی بوده که برای دوبله در فاصله سالهای 36 تا 44 به ایتالیا میرود.  تقریباً جز اولین کسانی بوده که جای هنرپیشه های مهم صحبت کرده. مثل "شورش در کشتی بونتی" که بجای "مارلون براندو" حرف زده و "پل نیومن" در .  "مرد"
از ویژگیهای این دوبلور اجرای کارهای کمیک بوده و اینکه در یه فیلم جای ده نفر صحبت می‌کرده ، خیلی مقید به استفاده از دوبلور ثابت برای یه نقش نبوده ، جوکها و لطیف های پس گردنی زیادی تو فیلمها می‌گفته چه فیلم کمدی بوده و چه جدی و بقول معروف خوراکش دوبله فیلمهای ایتالیایی بوده و بیشتر کارهای درجه ب دوبله می‌کرده و خیلی کارهای شاخص دوبله نکرده مگر در دوره ایتالیا اون هم چون دوبله اول است کمتر جای هنرپیشه های معروف حرف زده و کمتر با دوبلورهای تراز اول آن زمان کار مشترک دارد کلاً منتقدین و همکارانش  او را خیلی تو دوبله جدی نگرفتند شاید برای همین اطلاعات کمی درباره او موجود است و نام او را کمتر می‌شنویم ولی با اینحال دوبله های بسیاری خوبی در کارنامه اش موجود است مثل "ملاقات در شب".
همسرش "ناهید بوستانی" دوبلور بوده البته فقط در ایتالیا و کار شاخصش صحبت بجای "اوا مری سنت" در "شمال از شمال غربی" و "شرلی مک لین" در "چوپان" بوده است.  ظاهرا الان در ایتالیا فرش فروشی دارد و چندی پیش به ایران آمده بود.

## برخی از کارها
تعدای از کارهای زمانی به شرح زير است:
ویلیام هولدن رودخانه کوای (دوبله اول / در این فیلم جای  پنج ،شیش نفر حرف زده ) ، سابرینا ، هفتمین سپیده دم ، کلید
جیمز میسون: شمال از شمال غربی ( دوبله اول )
گری کوپر: زنگها برای که به صدا در می آید؟
گلن فورد: چوپان ، قطار سه و ده دقیقه به یوما
برت رینولدز: نوادا جو
ریچارد هریس: 44/99 صدم درصد مرگ
آلن دلون: جف ، صبح روز حادثه
جیمز استوارت: دو کابوی در شاین
استیفن بوید : کارناوال و دزدان ، اسکار
ژان پل بلموندو : شکست ، تلفن کننده شب ، طوفانگر ، حیوان
پیتر سلرز : گلوله ای در تاریکی ، تازه چه خبر پوسی کت ، کجات درد میکنه ، به دنبال روباه
راجر مور : زندگي كن و بگذار بميرند٬ مردي با طپانچه طلايي٬ جاسوسي كه مرا دوست داشت ، قدرت طلا
استیو مک کویین : بولیت ، نیرنگ بازان ، جونیور بانر ، این فرار مرگبار ، حادثه توماس کراون(دوبله اول)

## فیلم‌شناسی
- کارگردان
  - بیژن و منیژه (۱۳۳۷)
- بازیگر
  - پشت دیوار شب (۱۳۷۶)
  - پایان رنج‌ها (۱۳۳۴)
  - لغزش (۱۳۳۲)
- سرپرست گویندگان
  - هم‌کلاس (۱۳۵۶)
  - پاکباخته (۱۳۵۵)
  - خداحافظ کوچولو (۱۳۵۴)
  - شسکت ناپذیر (۱۳۵۳)
  - مواظب کلات باش (۱۳۵۳)